# Xylocopa bakeriana
Xylocopa bakeriana är en biart som först beskrevs av Cockerell 1914.  Xylocopa bakeriana ingår i släktet snickarbin, och familjen långtungebin. Inga underarter finns listade i Catalogue of Life.